# Национална детективска агенция Пинкертън
Националната детективска агенция „Пинкертън“ (на английски език: Pinkerton National Detective Agency) е частна американска охранителна и детективска агенция, основана от Алън Пинкертън през 1850 г.
Агенцията е първата от този род в САЩ. Основателят Алън Пинкертън и неговата агенция стават известни, когато осуетяват заговор за убийство на новоизбрания президент на САЩ Ейбрахам Линкълн, а по-късно техни агенти се грижат за личната му сигурност по време на Гражданската война в САЩ.

## История
Агенти на Пинкертън извършвали услуги, вариращи от охрана на частни лица, охрана и разследване на влакови обири, шпионаж и борба със синдикатите. В своя апогей, Националната Детективска Агенция Пинкертон има повече служители, отколкото е наброявала постоянната армия на Съединените американски щати, което води до решение на щат Охайо, да постави извън закона агенцията заради опасения че може да бъде наета като частна армия или милиция. Пинкертон е най-големата частна изпълнителна организация в света по това време.
По време на работнически протести от края на XIX век, крупни бизнесмени наемат агенти на Пинкертон, за да проникнат в работническите съюзи (синдикати), наемани са като охрана и да изхвърлят заподозрени синдикалисти от заводите. Това често водело до конфронтация между работници и агенти, които охранявали стачкоизменници.
Най-известната такава конфронтация е така наречената стачка Strike Homestead, през 1892 г., в която са били наети агенти на Пинкертън, за да охраняват стачкоизменническите мерки на Хенри Клей Фрик. Произтичащите от тези мерки конфликти между агенти на Пинкертън и стачкуващи работници, довеждат до няколко смъртни случая от двете страни. Агенти са използвани и като пазачи на стачкоизменници в производството на въглища, желязо и дървен материал, и споровете между работници и работодатели в щатите Илинойс, Мичиган, Ню Йорк и Пенсилвания.

## Сливане със Секюритас AB
В настояще време компанията работи под името „Пинкертон консултинг и разследвания“ – подразделение на шведската компания за сигурност „Секюритас AB“.
Организацията и служителите ѝ са наричани „Пинкс“ от престъпници и опоненти.

## Началото
През 1850-те години Алън Пинкертън, партнирайки си с чикагския адвокат Едуард Ръкър, сформира Северозападна полицейска агенция, която по-късно става известна като Агенция „Пинкертън“. 
Историкът Франк Морн пише: „До средата на 1850-те години няколко бизнесмени отбелязаха нуждата от по-голям контрол над служителите си, като тяхното решение бе да се наемат детективи. През февруари 1855 г. Алън Пинкертън, след като се консултира с 6 от желозъпътните компании в Средния запад, създаде такава детективска агенция в Чикаго“.

## Работа за правителството
През 1871 г. Конгресът на САЩ отпуска 50 000 щатски долара на новосформирания Департамент по правосъдието за създаване на подорганизация, която да се занимава с „разкриването и преследването на тези, които за виновни за нарушаването на федерални закони“. Сумата обаче се оказва крайно недостатъчна за създаването на самостоятелна агенция, поради което Департаментът възлага на службите на Пинкертън да създаде Националната детективска агенция.